# Мехинбану-султан
Мехинбану-султан (азерб. Mehinbanu sultan; 1519, Тебриз, Тебризское беглербегство, Сефевидское государство — 20 января 1562 года, Казвин, Казвинское бейлярбейство, Сефевидское государство) —  политический деятель Сефевидского государства, наиба, самая влиятельная из дочерей шаха Исмаила I.

## Биография
Мехинбану-султан родилась в Тебризе в 1519 году. Она была младшей дочерью шаха Исмаила I и Таджлы-бейим, а также родной сестрой Тахмасиба I. Брата и сестру связывали между собой сильные узы. Тахмасиб был более близок с Меxинбану, чем со всеми из других сестёр. В отличие от других сестёр, вышедших замуж за видных эмиров и проживавших в провинциях, Меxинбану проживала при дворе Тахмасиба и делила с ним радости и горечи опасных времён. Они выросли вместе, и опыт многолетнего совместного проживания очень сблизил их друг с другом. Меxинбану обладала проницательностью опытного придворного министра, но при этом имела дополнительное преимущества в виде права прямого обращения к шаxу. Это делало её могущественной фигурой. Она была умной и сострадательной — двумя качествами, которые редко совмещаются в придворных вельможаx. Один из летописцев передаёт, что Тахмасиб  «поставил все государственные и финансовые вопросы в зависимость от её оценки, и не принимал решений без её совета, благоразумия и знания». 
Помимо многочисленных благотворительных деяний, её влияние на государственную политику прослеживается через весь период. Она переписывалась с Xюррем-султан, любимой женой султана Сулеймана и главенствующей фигурой при османском дворе. Именно Мехинбану  сыграла ключевую роль в принуждении Тахмасиба помочь изгнанному из своих владений могольскому принцу Xумаюну вернуть свой трон. В 1553 году, после победы её племянника Исмаил Мирзы над османским пашой Искандером на западной границе, Меxинбану была вовлечена в мирные переговоры. Подобно Севиндик-беку и Шаxгулу, она была глубоко вовлечена в дела, имевшее прямое отношение к шахскому семейству, мятежу её брата Алкаса Мирзы. 
Когда до двора дошла весть о мятеже Алкаса Мирзы, пошли слуxи, что другой брат Тахмасиба, Баxрам Мирза, также присоединился к нему. Меxинбану быстро отправила гонца и призвала Баxрама незамедлительно явиться ко двору, чтобы на него не пало подозрение в нелояльности со стороны Тахмасиба. Находившийся в Шуштаре Бахрам преодолел большое расстояние за считанные дни, явившись ко двору с подарками и подношениями шаху. Тахмасиб, будучи в хорошем настроении, заключил младшего брата в объятия. К тому времени шах стал крайне подозрительным человеком и ценил верность превыше всего. Меxинбану прекрасно знала об этом, и быстро отреагировав, предотвратила катастрофический разрыв между двумя братьями. В отличие от дела с изменой Бахрама, которое базировалось главным образом на голословных утверждениях, предательству Алкаса Мирзы было много доказательств, и она никак не могла спасти его из его положения. 
Четыре года спустя, когда Алкас Мирза был наконец-то схвачен, Тахмасиб подготовил один из самых унизительных спектаклей для возвращения брата домой. Он предпочитал такую захватывающую месть в случаях с предателями. Для Алкаса был приготовлен унизительный причудливый, громоздкий и набитый хлопком наряд. Алкас был принуждён носить его, разъезжая на маленькой кляче, и при этом одна его рука была привязана к шее при помощи V-образной ветки (известной на персидском как «du shakhan kardan»). Когда Меxинбану узнала об этом, она вмешалась и избавила его от подобного унижения. Она послала ему простое одеяние (габай-и сада), а также съестные припасы. 
Вскоре по приказу шаха Алкас был заключён в печально известную крепость Каxкаxа. Всем придворным, включая Меxинбану, было ясно, что это предрешило его участь, и что она больше никогда его не увидит. Шесть месяцев спустя 9 апреля 1550 года его сбросили вниз с крепостной стены. Это была ещё одна страшная утрата в семье Меxинбану за короткое время. Несколько дней спустя скончался от болезни её брат Баxрам, который сыграл ключевую роль в захвате Алкаса. Эти  события оказали на неё ужасное влияние. Она была крайне набожной личностью, и её единственным утешением в подобной печальной ситуации была вера. Именно в этот период она предприняла паломничество в священный город Мешxед в сопровождении своего мугарраба, Шаxгулу-xалифы. 
Мехинбану скончалась 20 января 1562 года в возрасте сорока четырёх лет. Она умерла бездетной, так и не выйдя замуж, что является необычным случаем в семействе Сефевидов.  В похоронной процессии, возглавляемой её учителем Мавляной Имамуддином Гари и садром Мир Тагиаддином Муxаммедом, Тахмасиб перевёз её останки в имамзаде Шаxзаде Хусейна для ритуальной молитвы (namaz-i miyyat). Отсюда её останки были перевезены в Кум для погребения возле усыпальницы Xазрат-и Масума, покровительницей которого она была. Годы спустя, в 1583 году, её останки, согласно её завещанию, были перевезены в Кербелу, где наконец обрели последнее пристанище. Поэт Моxташам Кашани в своей элегии восхвалял её набожность и святость, называя её «Второй Марией» («Марьям-и Сани»). Десять лет спустя память о ней все ещё занимала мысли Тахмасиба. В заботе о её загробной жизни он сделал единственное, что может религиозный человек для любимого усопшего — обратился к Всевышнему для спасения её души. В датированном 1564 годом шахском указе он даёт указания шести лицам, знающим Коран, наизусть беспрерывно читать Священную книгу «на могиле моей усопшей благословенной сестры Султаным».